# Campionati europei di nuoto in vasca corta 2010 - 50 metri rana maschili
Le qualifiche per la semifinale si sono svolte la mattina del 27 novembre 2010, mentre la semifinale e la finale si sono svolte la sera dello stesso giorno.

## Medaglie
| Posizione | Atleta             | Paese       |
| --------- | ------------------ | ----------- |
| Oro       | Robin Van Aggele   | Paesi Bassi |
| Argento   | Aleksander Hetland | Norvegia    |
| Bronzo    | Fabio Scozzoli     | Italia      |
| Bronzo    | Hendrik Feldwehr   | Germania    |

## Record
Prima della manifestazione il record del mondo (RM), il record europeo (EU) e il record dei campionati (RC) erano i seguenti.
| Record mondiale       | 25.25 | Cameron Van Den Burgh Sudafrica | 14 novembre 2009 Berlino, Germania |
| Record europeo        | 26.14 | Alessandro Terrin Italia        | 12 dicembre 2009 Istanbul, Turchia |
| Record dei campionati | 26.14 | Alessandro Terrin Italia        | 12 dicembre 2009 Istanbul, Turchia |

Durante la competizione non sono stati migliorati record.

## Risultati batterie
| Pos. | Atleta               | Nazionalità | Tempo       | Batteria    | Corsia      | Note        |
| ---- | -------------------- | ----------- | ----------- | ----------- | ----------- | ----------- |
| 1    | Emil Tahirovič       | Slovenia    | 26.87       | 3           | 6           |             |
| 2    | Fabio Scozzoli       | Italia      | 26.94       | 2           | 4           |             |
| 2    | Aleksander Hetland   | Norvegia    | 26.94       | 3           | 4           |             |
| 4    | Robin Van Aggele     | Paesi Bassi | 27.18       | 2           | 1           |             |
| 5    | Matjaz Markic        | Slovenia    | 27.19       | 4           | 5           |             |
| 6    | Sergey Geybel        | Russia      | 27.27       | 3           | 5           |             |
| 7    | Hendrik Feldwehr     | Germania    | 27.30       | 2           | 5           |             |
| 8    | Nicolò Ossola        | Italia      | 27.38       | 2           | 3           |             |
| 9    | Lennart Stekelenburg | Paesi Bassi | 27.39       | 3           | 7           |             |
| 10   | Alexey Korolev       | Russia      | 27.45       | 2           | 7           |             |
| 11   | Igor Borysik         | Ucraina     | 27.57       | 4           | 3           |             |
| 12   | Petr Bartunek        | Rep. Ceca   | 27.61       | 3           | 3           |             |
| 13   | Filipp Provorkov     | Estonia     | 27.74       | 4           | 2           |             |
| 14   | Yaroslav Parakhin    | Ucraina     | 27.75       | 2           | 2           |             |
| 14   | Ivan Capan           | Croazia     | 27.75       | 2           | 8           |             |
| 16   | Sasa Gerbec          | Croazia     | 27.84       | 4           | 7           |             |
| 17   | Robert Vovk          | Slovenia    | 27.95       | 4           | 1           |             |
| 18   | Sverre Naess         | Norvegia    | 27.97       | 3           | 1           |             |
| 19   | Edvinas Dautartas    | Lituania    | 27.98       | 3           | 8           |             |
| 20   | Giedrius Titenis     | Lituania    | 28.04       | 2           | 6           |             |
| 21   | Daniel Vacval        | Slovacchia  | 28.11       | 4           | 8           |             |
| 22   | Lovro Bilonic        | Croazia     | 28.15       | 1           | 7           |             |
| 23   | Matej Kuchar         | Slovacchia  | 28.22       | 1           | 5           |             |
| 24   | Grega Plevelj        | Slovenia    | 28.24       | 4           | 6           |             |
| 25   | Ari-Pekka Liukkonen  | Finlandia   | 28.28       | 3           | 2           |             |
| 26   | Colin Bridier        | Svizzera    | 28.42       | 1           | 1           |             |
| 27   | Laurent Carnol       | Lussemburgo | 28.43       | 1           | 4           |             |
| 28   | Igor Kozlovskij      | Lituania    | 28.56       | 1           | 3           |             |
| 29   | Yannick Kaeser       | Svizzera    | 28.93       | 1           | 6           |             |
| 30   | Hrafn Traustason     | Islanda     | 30.00       | 1           | 2           |             |
|      | Alessandro Terrin    | Italia      | non partito | non partito | non partito | non partito |

## Semifinali
| Pos. | Atleta               | Nazionalità | Tempo | Batteria | Corsia | Note |
| ---- | -------------------- | ----------- | ----- | -------- | ------ | ---- |
| 1    | Emil Tahirovič       | Slovenia    | 26.64 | 2        | 4      |      |
| 2    | Fabio Scozzoli       | Italia      | 26.80 | 1        | 4      |      |
| 3    | Robin Van Aggele     | Paesi Bassi | 26.83 | 1        | 5      |      |
| 4    | Hendrik Feldwehr     | Germania    | 26.95 | 2        | 6      |      |
| 5    | Aleksander Hetland   | Norvegia    | 26.98 | 2        | 5      |      |
| 6    | Matjaz Markic        | Slovenia    | 27.05 | 2        | 3      |      |
| 7    | Sergey Geybel        | Russia      | 27.10 | 1        | 3      |      |
| 8    | Nicolò Ossola        | Italia      | 27.11 | 1        | 6      |      |
| 9    | Lennart Stekelenburg | Paesi Bassi | 27.26 | 2        | 2      |      |
| 10   | Petr Bartunek        | Rep. Ceca   | 27.46 | 2        | 7      |      |
| 11   | Alexey Korolev       | Russia      | 27.49 | 1        | 2      |      |
| 12   | Yaroslav Parakhin    | Ucraina     | 27.59 | 2        | 1      |      |
| 13   | Ivan Capan           | Croazia     | 27.69 | 1        | 1      |      |
| 14   | Filipp Provorkov     | Estonia     | 27.77 | 1        | 7      |      |
| 15   | Sasa Gerbec          | Croazia     | 27.83 | 2        | 8      |      |
| 16   | Edvinas Dautartas    | Lituania    | 27.88 | 1        | 8      |      |

## Finale
| Pos.             | Atleta             | Nazionalità | Tempo | Corsia | Note |
| ---------------- | ------------------ | ----------- | ----- | ------ | ---- |
|                  | Robin Van Aggele   | Paesi Bassi | 26.44 | 3      |      |
|                  | Aleksander Hetland | Norvegia    | 26.56 | 2      |      |
|                  | Fabio Scozzoli     | Italia      | 26.68 | 5      |      |
| Hendrik Feldwehr | Germania           | 6           | 26.68 |        |      |
| 5                | Emil Tahirovič     | Slovenia    | 26.85 | 4      |      |
| 6                | Sergey Geybel      | Russia      | 26.98 | 1      |      |
| 7                | Matjaz Markic      | Slovenia    | 27.04 | 7      |      |
| 8                | Nicolò Ossola      | Italia      | 27.05 | 8      |      |